# Giacomo Vismara
Giacomo Vismara (Cenate Sopra, Bérgamo; 15 de diciembre de 1951) es un ex piloto de rallies italiano de camiones y autos, campeón de Rally Dakar y Rally de los Faraones en camiones.

## Carrera Deportiva
Fue piloto de rally raid, especialista de enduro, empezó compitiendo en coches. Teniendo sus primeras experiencias en el Rally Dakar en camiones.
En la edición 1986 lograría salir campeón del Dakar, en la categoría camiones con la escudería Mercedes Benz y su modelo Unimog, con 82 horas, 52 minutos y 19 segundos, superando a Hans Heyer y Salvador Cañellas.
Empezaría a competir en la categoría de coches a partir de la edición de 1990, compartiendo equipo con los navegantes Ambrogio Fogar, Renato Pozzetto, Mario Cambiaghi, entre otros. Su mejor posición fue el séptimo lugar en el Rally Dakar de 1994.
En el nuevo siglo, regreso al Rally Dakar en la edición 2000, retornando a competir en camiones con el modelo Unimog de Mercedes Benz e Iveco Trakker. Logro hacer podio en el Rally Dakar de  2005 con el tercer lugar  y se consagrasó dos veces campeón del Rally de los Faraones en las ediciones 2004 y 2006.

## Resultados

### Rally Dakar
| Año     | Categoría | Vehículo        | Copiloto / Navegante              | Posición | Etapas |
| ------- | --------- | --------------- | --------------------------------- | -------- | ------ |
| 1984    | Coches    | Range Rover     | Felice Agostini                   | 60.º     | -      |
| 1985    | Camiones  | Unimog Mercedes | Giulio Minelli                    | 4.º      | -      |
| 1986    | Camiones  | Unimog Mercedes | Giulio Minelli                    | 1.º      | -      |
| 1987    | Camiones  | Unimog Mercedes | Giulio Minelli / Renato Pozzetto  | 5.º      | -      |
| 1990    | Coches    | Suzuki Vitara   | Ambrogio Fogar                    | 30.º     | -      |
| 1991    | Coches    | Range Rover     | Ambrogio Fogar                    | 23.º     | -      |
| 1992    | Coches    | Range Rover     | Ambrogio Fogar                    | Ret.     | -      |
| 1993    | Coches    | Land Rover      | Sin copiloto                      | 9.º      | -      |
| 1994    | Coches    | SsangYong       | Sin copiloto                      | 7.º      | -      |
| 1995    | Coches    | SsangYong       | Giorgio Albiero                   | 8.º      | -      |
| 1996    | Coches    | SsangYong       | Mario Cambiaghi                   | 8.º      | -      |
| 1997    | Coches    | Vismar          | Mario Cambiaghi                   | 14.º     | -      |
| 1998    | Coches    | Land Rover      | Mario Cambiaghi                   | 31.º     | -      |
| 1999    | Coches    | Land Rover      | Mario Cambiaghi                   | Ret.     | -      |
| 2000    | Camiones  | Unimog Mercedes | Mario Cambiaghi                   | 20.º     | -      |
| 2003    | Camiones  | Unimog Mercedes | Giuseppe Panseri / Marco Sangalli | Ret.     | -      |
| 2005    | Camiones  | Unimog Mercedes | Mario Cambiaghi / Claudio Bellina | 3.º      | -      |
| 2006    | Camiones  | Unimog Mercedes | Mario Cambiaghi                   | 6.º      | -      |
| 2007    | Camiones  | Iveco Trakker   | Mario Cambiaghi / Sergio Chionni  | 12.º     | -      |
| 2009    | Camiones  | Unimog Mercedes | Giulio Verzeletti                 | Ret.     | -      |
| 2011    | Camiones  | Unimog Mercedes | Giuseppe Fortuna                  | Ret.     | -      |
| Fuente: |           |                 |                                   |          |        |

### Rally de los Faraones
| Año  | Categoría | Vehículo      | Posición |
| ---- | --------- | ------------- | -------- |
| 2004 | Camiones  | Mercedes Benz | 1.º      |
| 2006 | Camiones  | Mercedes Benz | 1.º      |